# Rupert Seidl (Schauspieler)
Rupert Johannes Seidl (* 24. August 1955 in Bonn) ist ein deutscher Film- und Theaterschauspieler. Er wurde als Protagonist Xaver des bayerischen Kultfilms Xaver und sein außerirdischer Freund einem breiteren Publikum bekannt.

## Leben
Seidl studierte von 1977 bis 1980 an der Staatlichen Hochschule für Musik und Darstellende Kunst Stuttgart bei Felix Müller. Anschließend war er für sechs Jahre am Schauspielhaus Bochum als Regieassistent, ab 1981 als Schauspieler engagiert. Nach dem Ende der Bochumer Intendanz von Claus Peymann gründete gemeinsam mit Pia Bierey und dem Musiker Eckard Koltermann das produzierende Netzwerk freier Künstler Sezession in Bochum, das mit seinen Aufführungen das Interesse der Kommission weckte, die eine Nachfolge für den scheidenden Intendanten Holk Freytag am Schlosstheater Moers suchte. So wechselte Seidl 1988 zunächst als Schauspieler und Dramaturg an das Schloßtheater Moers, von 1990 bis 1999 war er dort Intendant und arbeitete zudem als Regisseur und Schauspieler. Von 1999 bis 2023 war er als Schauspieler Ensemblemitglied des Theaters an der Ruhr unter Roberto Ciulli. Seit 2024 arbeitet er freiberuflich. Er ist mit der Schauspielerin Amal Omran verheiratet.

## Filmografie
- 1986: Xaver und sein außerirdischer Freund (Xaver), Regie Werner Possardt
- 1987: Das Mädchen mit den Feuerzeugen (Stefan), Regie Ralf Huettner
- 1993: Magic Müller (Willy)
- 1993: Texas – Doc Snyder hält die Welt in Atem (Stotterer), Regie Ralf Huettner, Helge Schneider
- 2015: Das fehlende Grau (Klaus), Regie Marc Dietschreit, Nadine Heinze
- 2025: Standvögel (Martin), Regie Bernard Mescherowsky

## Tonträger
- Graffiti mit Gedichten von Dita von Szadkowski und Musik von Theo Jörgensmann (NOM Records, 1993)